# Bicskey Lukács
Bicskey Lukács (Szeged, 1961. május 11. – Budapest, 2015. április 8.) magyar színész, rendező.

## Életpályája
Bicskey Károly néven anyakönyvezték. Szegedről 1996-ban költözött Budapestre. Felvette dédapja nevét, mert a Veszprémi Petőfi Színház társulatában volt egy névrokona. Majdnem fél tucat Shakespeare-darabban szerepelt, többek között Macbethként és Rómeóként. Csak az 1990-es évek végén kezdett filmezni, először kisebb szerepeket vállalt amerikai és angol alkotásokban.
Az Argo című filmben Psychót játszotta, az Argo2 bemutatóját azonban már nem érte meg. Televíziós munkái közül kiemelkedő a Tűzvonalban című sorozat.
2014 novemberétől betegsége miatt lemondta minden előadását az Újszínházban. Kórházban kezelték és 2015. április 8-án, szerdán hajnalban elhunyt.

## Szerepei

### Fontosabb színpadi szerepei
| Színdarab író       | Cím                           | Szerep           |
| ------------------- | ----------------------------- | ---------------- |
| John Steinbeck      | Egerek és emberek             | George           |
| Hegedüs Géza        | Kard és Kereszt               | Salamon          |
| Thomas Mann         | József és testvérei           | József           |
| Molière             | Tartuffe                      | Tartuffe         |
| William Shakespeare | Rómeó és Júlia                | Rómeó            |
| William Shakespeare | Szentivánéji álom             | Lysander, Zuboly |
| William Shakespeare | Vízkereszt, vagy amit akartok | Orsino           |
| William Shakespeare | Othello                       | Jago             |
| William Shakespeare | Macbeth                       | Macbeth          |
| Szophoklész         | Antigoné                      | Kreon            |
| Albert Camus        | Caligula                      | Caligula         |

### Filmszerepei
| Év   | Cím                                                                    | Szerep             |
| ---- | ---------------------------------------------------------------------- | ------------------ |
| 2015 | A kém (Spy)                                                            | Taxisofőr          |
| 2013 | Argo 2.                                                                | Psychó             |
| 2012 | Emberség (rövidfilm)                                                   | Fehér Zoltán       |
| 2012 | Tirfor: The Rope of Devil (rövidfilm)                                  | Falandre Lormas    |
| 2012 | The Chronicler (rövidfilm)                                             | Kaleb              |
| 2012 | Rome: Total War II - Faces of Rome Live Action Trailer (játékelőzetes) | római katona       |
| 2011 | A sas (The Eagle)                                                      | druida             |
| 2011 | Alföldi (rövidfilm)                                                    | B. Laci            |
| 2010 | Legenda o Lietajúcom Cypriánovi                                        | Jozef              |
| 2009 | Felnőttfilm (rövidfilm)                                                |                    |
| 2009 | Machotaildrop                                                          | Perkins            |
| 2009 | Apaföld                                                                |                    |
| 2008 | Pirkadat (TV film)                                                     | lovasember         |
| 2006 | Metamorfózis (Metamorphosis)                                           | a helyi férfi      |
| 2005 | A harag napja (Day of Wrath)                                           | Miguel de Alvarado |
| 2005 | Szőke kóla                                                             | strici             |
| 2005 | Csak szex és más semmi                                                 | vallási kérvényező |
| 2005 | Pasik, London, Szerelem (The Best Man)                                 | tolvaj             |
| 2005 | Fekete Krónika                                                         |                    |
| 2004 | Argo                                                                   | Psychó             |
| 2004 | A miskolci boniésklájd                                                 | Nyaki              |
| 2004 | Nyers világ                                                            |                    |
| 2002 | Lopakodók 2. (Sniper 2)                                                | bennlakó           |
| 2002 | Chacho Rom – Az igazi cigány                                           | katona             |
| 2002 | A végső játszma (Last Run)                                             | határőr            |
| 2000 | Sacra Corona                                                           | Peterd ispán       |
| 2000 | Ikonsztár                                                              |                    |
| 1998 | Időgéppel a lovagkorba (A Knight in Camelot)                           | rabszolga          |
| 1998 | Harc az öböl felett (Tactical Assault)                                 | Charles Mason      |

### Televíziós szerepei
| Év        | Cím                                    | Szerep                |
| --------- | -------------------------------------- | --------------------- |
| 2013      | Munkaügyek                             | Mágikus Nagy Papírusz |
| 2013      | Borgiák (The Borgias)                  | őr                    |
| 2013      | Chili vagy Mango                       | Ányos                 |
| 2012      | Jóban Rosszban                         | Rocksámán             |
| 2012      | Az idők végezetéig (World Without End) | Francia asztrológus   |
| 2011      | Hacktion                               | Alex                  |
| 2008-2009 | Tűzvonalban                            | Angyalarcú Lucky      |
| 2007      | Született lúzer                        | Sarlós Máté           |
| 2006      | Robin Hood (Robin Hood)                | Richard király        |
| 2005      | A gyűjtő (The Collector)               | Ruprecht              |
| 2000      | Kisváros                               | Kornélia gyilkosa     |
| 2001–2002 | Barátok közt                           | Ostorházy Iván        |
| 1998      | Szomszédok                             | felügyelő             |

### Szinkronszerepei
| Év   | Cím                                      | Eredeti cím                                | Szerep            | Színész             |
| ---- | ---------------------------------------- | ------------------------------------------ | ----------------- | ------------------- |
| 1992 | X-Men (televíziós sorozat, 1992)         | X-Men: The Animated Series                 | Rozsomák          | Cathal J. Dodd      |
| 1998 | Penge                                    | Blade                                      | Pallantine        | Judson Earney Scott |
| 1999 | Csillagok háborúja I: Baljós árnyak      | Star Wars Episode I: Phantom Menace        | Jar Jar Binks     | Ahmed Best          |
| 2002 | Csillagok háborúja II: A klónok támadása | Star Wars Episode II: Attack of the Clones | Jar Jar Binks     | Ahmed Best          |
| 2007 | Transformers                             | Transformers                               | Jazz autobot      | Darius McCrary      |
| 2008 | Star Wars: A klónok háborúja             | Star Wars: The Clone Wars                  | Jar Jar Binks     | B.J. Hughes         |
| 2007 | A királyság                              | The Kingdom                                | Fadi őrmester     | Hrach Titizian      |
| 1999 | Amynek ítélve (sorozat)                  | Judging Amy                                | Sean Potter       | Timothy Omundson    |
| 1999 | A 13. harcos\|                           | The 13th Warrior                           | Helfdane, a Kövér | Clive Russell       |
| 1998 | Macska-jaj                               | Crna mačka, beli mačor                     | Grga Veliki       | Jasar Destani       |
| 1998 | Az oroszlánkirály 2 - Simba büszkesége   | The Lion King II: Simba's Pride            | Nuka              | Andy Dick           |
| 1979 | Moonraker-Holdkelte                      | Moonraker                                  | Chang             | Toshiro Suga        |
| 2001 | Betépve                                  | Blow                                       | Mr. T             | Bobcat Goldthwait   |
| 1997 | Fedőneve: Donnie Brasco                  | Donnie Brasco                              | FBI technikus     | Tim Blake Nelson    |
| 1988 | Elpusztíthatatlanok                      | They Live                                  | Családapa         | Jason Robards III   |

### Animeszinkron
| Cím                             | Karakterszerep                 | Szinkronhang       |
| ------------------------------- | ------------------------------ | ------------------ |
| Bleach                          | Ikkanzaka Jiroubou (eps 28-29) | Nakata Kazuhiro    |
| Hellsing                        | Boz (Animax: Bozuffi)          | Matsumoto Yasunori |
| A dzsungel könyve (anime, 1989) | farkasok (további magyar hang) |                    |

### Dokumentumfilm-szinkron
| Cím                       | Szerep   |
| ------------------------- | -------- |
| Pszichiátria: A halálipar | narrátor |